# Cô gái trên sông
Cô gái trên sông là một bộ phim điện ảnh Việt Nam đề tài tâm lý xã hội năm 1987 do Đặng Nhật Minh đạo diễn và viết kịch bản cùng Hãng phim truyện Việt Nam sản xuất. Phim đã giành giải Bông sen bạc và nữ diễn viên chính xuất sắc tại liên hoan phim Việt Nam 1988.

## Nội dung
Bộ phim xoay quanh nhân vật Nguyệt, một cô gái hành nghề "bán thân nuôi miệng" trên sông Hương trong thời kỳ Chiến tranh Việt Nam. Đêm nọ, một chiến sĩ cách mạng hoạt động trong nội thành Huế đã trốn lên thuyền của Nguyệt khi đang bị địch đuổi bắt và được Nguyệt hỗ trợ cứu thoát. Chỉ trong một thời gian ngắn ở trên thuyền, anh đã gieo vào lòng cô gái trẻ niềm hy vọng về một tương lai tươi sáng cũng như hứa trở lại tìm cô, nhưng anh đã không trở lại. Sau khi Huế giải phóng, Nguyệt đã cất công đi tìm anh nhưng nhận được là sự chối bỏ phủ phàng vì giờ đây anh đã là một cán bộ cấp cao trong thành phố.

## Diễn viên
- Minh Châu vai Nguyệt
- Hà Xuyên vai Liên (lồng tiếng: Tú Trinh)
- Anh Dũng vai Thu, cán bộ cách mạng được Nguyệt cứu
- Trần Văn Sơn vai lính ngụy

## Sản xuất
Theo lời kể của nhà biên kịch Lê Ngọc Minh, kịch bản của bộ phim Cô gái trên sông được thai nghén trong một chuyến công tác ở Tây Nguyên năm 1986 sau khi Đặng Nhật Minh trở về sau 1 năm tu nghiệp điện ảnh ở Pháp. Cô gái trong kịch bản chính được Đặng Nhật Minh xây dựng dựa trên cô gái trong bài thơ "Tiếng hát sông Hương" của nhà thơ Tố Hữu. Về phần nhạc phim, đạo diễn đã mời nhạc sĩ Trịnh Công Sơn sáng tác và tác phẩm đã được thực hiện bởi dàn nhạc do nhạc sĩ Phạm Trọng Cầu chỉ huy.
Về vấn đề đóng cảnh nóng, diễn viên Minh Châu và đạo diễn Đặng Nhật Minh đã giận nhau khi bà từ chối đóng những cảnh hở hang mà lúc đầu được cho biết sẽ có người đóng thế. Sau đó, quay phim Phạm Việt Thanh phải gặp riêng chị để thuyết phục “Châu ơi, bây giờ phim thành công hay không chỉ phụ thuộc vào mỗi nhân vật của Châu thôi đấy”. Đến khi quay xong, chị và đạo diễn Đặng Nhật Minh cũng không nói chuyện với nhau một thời gian, tất cả mọi trao đổi đều nhờ người khác chuyển lời. Nhưng sau những nỗ lực thuyết phục của Thanh, Minh Châu đã đồng ý với điều kiện cảnh quay chỉ “nóng” ở một mức độ nào đó. Sau diễn xuất tuyệt vời của Minh Châu, ông hài lòng nói, "Tôi tin ở sự lựa chọn của mình và quả thực Minh Châu đã hoàn thành xuất sắc vai diễn này".

## Công chiếu
Sau hàng loạt tranh cãi gay gắt trong nội bộ Đảng Cộng sản Việt Nam, Cô gái trên sông vẫn được công chiếu vào năm 1987. Bộ phim được xây dựng với hai hình ảnh đối lập: người lính Quân đội nhân dân Việt Nam bội bạc trong khi người quân nhân của Quân lực Việt Nam Cộng hòa lại thủy chung. Đây được xem là một sự lựa chọn mạo hiểm của Đặng Nhật Minh, và nó cũng là nguyên nhân dẫn đến nhiều tin đồn thất thiệt bao gồm tin đồn bị cấm chiếu. Tại Liên hoan phim Việt Nam lần thứ 8 diễn ra ở Đà Nẵng, Cô gái trên sông vốn đã nhận đủ điểm từ ban giám khảo để nhận Bông sen vàng, nhưng tin đồn cấm chiếu khiến bộ phim chỉ nhận được Bông sen bạc. Việc này đã gây ra một làn sóng bất bình từ khán giả Đà Nẵng.
Ngược lại hoàn toàn với tin đồn, bộ phim không chỉ được công chiếu mà còn được đón nhận nồng nhiệt ở Đà Nẵng. Mặc dù không có số liệu chính thức, nhưng doanh thu của bộ phim được cho là đủ để trang trải toàn bộ kinh phí của Liên hoan phim và thậm chí vẫn còn thừa. Lần công chiếu tại Đà Nẵng trong khuôn khổ Liên hoan phim Việt Nam là lần cuối cùng bộ phim được công chiếu rộng rãi trong nước dù không có một lệnh cấm nào được ban hành. Sau đó, Cô gái trên sông đã xuất hiện tại hàng loạt liên hoan phim quốc tế và được nhiều quốc gia mua bản quyền phát hành như Đức, Hoa Kỳ, Nhật Bản và Canada. Năm 1996, Liên hoan phim Toronto giới thiệu một chương trình phim Việt Nam trong đó có phim Cô gái trên sông. Bộ phim được xem là "một tiếng nổ đầu tiên của điện ảnh thời kỳ đổi mới". Năm 2000, nhân kỷ niệm 25 năm ngày thống nhất Việt Nam, bộ phim Cô gái trên sông đã được chiếu trên kênh truyền hình ARTE của châu Âu. Đây là bộ phim truyện Việt Nam duy nhất được chọn chiếu trong dịp này.
Năm 2017, Cô gái trên sông cùng một tác phẩm khác của Đặng Nhật Minh là Bao giờ cho đến tháng Mười đã được công ty DISSIDENZ của Pháp chuyển sang công nghệ DCP (Digital Cinema Package), dùng để nén bản phim hoàn chỉnh mọi công đoạn từ âm thanh, hình ảnh cho đến thông tin của bộ phim.

## Đánh giá
Cô gái trên sông nhận được cả những đánh giá phê bình tích cực lẫn tiêu cực. Các nhà lãnh đạo cao cấp của Đảng Cộng sản Việt Nam đã lên án phim đến hai lần tại diễn đàn của Hội nghị Mặt trận Tổ quốc Việt Nam và tại kỳ họp của Quốc hội khóa 7 vì cách xây dựng hai hình ảnh đối lập giữa người chiến sĩ cộng sản và người quân nhân quân lực Việt Nam Cộng hòa. Bộ phim bị coi là đã bôi nhọ hình ảnh người chiến sĩ cách mạng. Cảnh nóng của diễn viên Minh Châu trong phim cũng nhận phải nhiều đánh giá tiêu cực. Báo Hà Nội mới lại khen ngợi Cô gái trên sông "là một kết hợp đẹp đẽ giữa câu chuyện nhiều bi kịch nhưng không bi lụy cùng ngôn ngữ điện ảnh tinh tế và diễn xuất xuất sắc của các diễn viên, đặc biệt nữ nghệ sĩ Minh Châu trong vai Nguyệt". Báo Thanh niên còn đặc biệt nói phim "đã đi vào lịch sử điện ảnh Việt Nam như một tác phẩm mang tính đột phá lớn về nội dung tư tưởng và nghệ thuật. Báo Thể thao văn hóa lại trích dẫn câu nói của đạo diễn Đặng Nhật Minh, “Trong điện ảnh, tất cả đều là giả, nhưng những cái giả đó được dùng để nói lên sự thật” để kết luận, "Với bộ phim này, ông đã làm được điều đó. Nói lên được những sự thật mà không phải ai cũng dám nói, và nói xong thì cầm chắc đối mặt với rắc rối, nhưng để rồi, cùng với thời gian, giá trị của sự thật đó càng được khẳng định. Chính người xem cũng bị/được thuyết phục, bởi sự thật đó… thật quá, không có một chi tiết nào khiến người xem cảm thấy có sự cường điệu, giả tạo, có bàn tay can thiệp của nhà làm phim." Cô gái trên sông còn được dư luận quốc tế đón nhận tích cực, "như một biểu hiện của đường lối đổi mới của Việt Nam trong lĩnh vực văn nghệ".

## Giải thưởng
| Năm  | Lễ trao giải                      | Hạng mục              | Đối tượng đề cử            | Kết quả      | Nguồn         |
| ---- | --------------------------------- | --------------------- | -------------------------- | ------------ | ------------- |
| 1988 | Liên hoan phim Việt Nam lần thứ 8 | Phim truyện điện ảnh  |                            | Bông sen bạc | [ 19 ] [ 20 ] |
| 1988 | Liên hoan phim Việt Nam lần thứ 8 | Nữ diễn viên xuất sắc | Nghệ sĩ nhân dân Minh Châu | Đoạt giải    | [ 21 ] [ 22 ] |